# Hajime Saitō (Rurouni Kenshin)
Saitō Hajime es un personaje ficticio del manga y anime Rurouni Kenshin (también conocido como Samurái X) creado por Nobuhiro Watsuki. Este basó su invención en el personaje histórico real, Saitō Hajime, miembro del Shinsengumi. El autor motivado por su admiración a esta agrupación, colocó a Saitō como un antihéroe frente al protagonista de la historia, Kenshin Himura.
Situado en una versión ficticia de la Era Meiji, Saitō, conocido como el «Lobo de Mibu», fue capitán de la tercera unidad del Shinsengumi, un grupo pro Shogunato en tiempos del Bakumatsu. Fue en ese entonces cuando formó una antigua rivalidad con Kenshin Himura (apodado y conocido en ese entonces como «Battousai»), asesino de los imperialistas o Ishin Shishi. En la serie, se le introduce como un antagonista que, luego de varios años, busca enfrentarse una vez más en un duelo con Kenshin. Posteriormente, se revela que lo que en realidad buscaba Saitō era poner a prueba la fuerza del protagonista, lo que se explica porque al comenzar la era Meiji se convierte en policía y espía del Gobierno que pretende reclutar a Kenshin Himura para acabar con los planes golpistas de Makoto Shishio. Luego de aquel suceso, Saitō se convierte en uno de los coprotagonistas de la serie (durante el arco de Kyoto de la obra), formando una alianza tensa y temporal con Kenshin.
Saitō aparece en películas de la serie, así como en los OVA (Original Video Animation o animación de vídeo original) de la serie y otros medios que relacionan a la franquicia, incluyendo una ancha gama de juegos virtuales o electrónicos. Además ha sido uno de los personajes más populares del Rurouni Kenshin, porque se encuentra en la parte superior de los ranking de encuestas de la serie acerca de la popularidad de sus personajes. También se encuentra presente en merchandising desarrollado para la serie, como figuras de acción.

## Creación y concepción

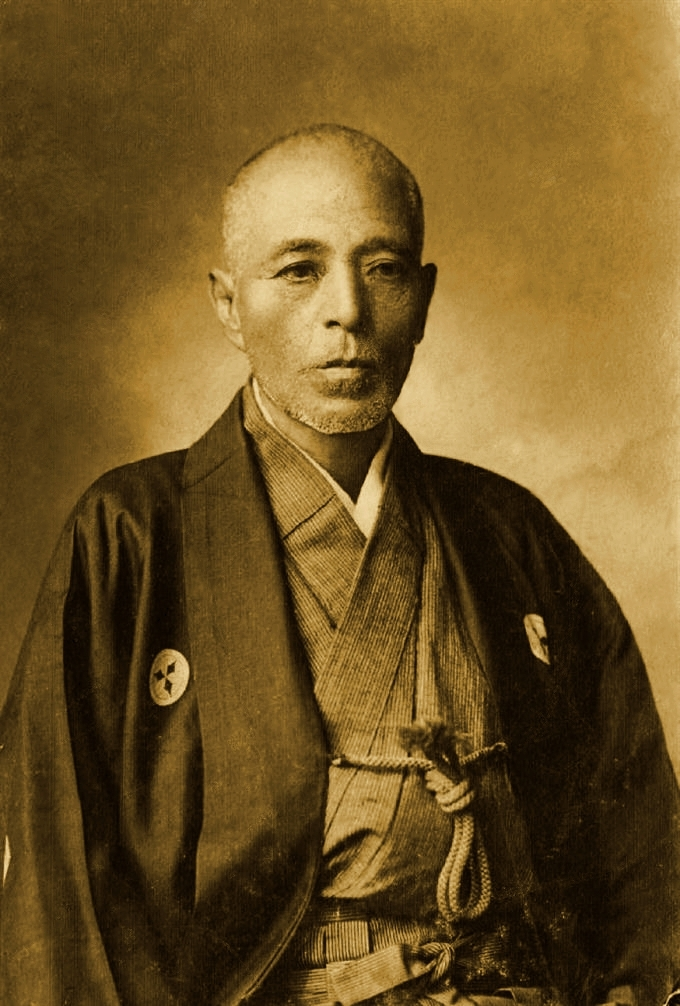
El personaje y el nombre del manga y anime estuvo basado en Saitō Hajime.

Para la creación de Hajime Saitō, Nobuhiro Watsuki se basó en la persona histórica del mismo nombre, quien fue el capitán de la tercera división del Shinsengumi en la Era Meiji. A pesar de eso, para crear a Saitō, Watsuki modificó este referente histórico más que otros personajes que aparecen en Rurouni Kenshin y que al igual que Saitō, están basados en personas reales de la época en la que se sitúa la serie. Durante la trama del manga mencionado, el autor tenía el objetivo de que Saitō fuese un héroe «sucio» que mantenía su lema y convicción de «Rápida muerte al mal» (del original japonés «Aku Soku Zan» 悪 即 斩- que en forma literal significa 'El malo debe morir'), y que además se mantenía distante y poco amigable con el grupo de amigos de Kenshin. No hubo un modelo específico y concreto para su diseño. Desde que se le introduce en la historia, Watsuki lo dibuja con un «rostro de villano».
Watsuki considera a Saitō como la «maldición» de los villanos de la serie, ya que logra derrotar a varios enemigos, que se consideran a sí mismos, como los más fuertes. Fue al mangaka al que se le ocurrió la idea del Gatotsu (牙突?)牙突), la técnica de combate que el personaje utiliza con su katana y que puede realizar con variadas posturas. Saitō la usa en la serie porque era el movimiento favorito de la figura histórica en la que está basado, el «empuje con la mano izquierda», o hirazuki (水平突き, 'Corte Horizontal'), técnica usada principalmente para cortar hacia abajo, apuñalar y empujar. Watsuki le dio por nombre «Gatotsu» a esta técnica de Saitō (quien es zurdo), para hacerlo encajar bajo ese nombre en este manga de acción.
En julio de 2006, los editores japoneses de Rurouni Kenshin liberaron la edición kanzenban. En el sexto volumen, Watsuki incluyó una página de borrador que presenta un rediseño del aspecto de Saitō.

## Apariciones

### EnRurouni Kenshin
Saitō Hajime, apodado como el «Lobo de Mibu», es el capitán de la tercera división del Shinsengumi, grupo leal al Shogunato Tokugawa. Siendo un poderoso y despiadado espadachín, Saitō vive bajo el lema o código del «Aku Soku Zan» ('Rápida Muerte al Mal'), y en sus batallas utiliza con frecuencia el Gatotsu, una variante zurda del Hirazuki la cual era la técnica del Shinsengumi. Durante su tiempo en este grupo, era cercano y amigo del miembro y capitán de la primera división del Shinsengumi, Okita Sōji, y también desarrolló una rivalidad con el pro-Imperialista Kenshin Himura. Al final del Bakumatsu, cuando las fuerzas pro-shogungato eran finalmente derrotadas, Saitō estuvo forzado a esconderse. Más tarde cambió su nombre a Gorō Fujita y empezó trabajar para el Gobierno Meiji como espía. Saitō está además casado, el nombre de su mujer es Tokio, pero ella no aparece en la historia, se sabe de su existencia solo porque el mismo Saitō la menciona.
Cuando es introducido en la serie, se muestra que Saitō ha sido contratado por Shibumi, un político corrupto del gobierno Meiji, que quiere eliminar a Kenshin. Es así como Saitō se acerca hasta el Dojo Kamiya haciéndose pasar por un vendedor de hierbas, Sanosuke Sagara quien es la única persona que se encontraba en el dojo en ese momento, se da cuenta de que Saitō es un impostor y es atacado y herido por Hajime, al mismo tiempo, la intención de éste al realizar aquella acción es advertir a Kenshin de su presencia. Mientras Kenshin sale y se enfrenta en un duelo con Akamatsu (también contratado por Shibumi), Saitō aparece en el dojo Kamiya, presentándose como «Gorō Fujita», un oficial de policía que necesita hablar con Kenshin con urgencia, pues dice que Himura se encontraría en inminente peligro. Cuando Kenshin regresa, lo reconoce, y revela a los demás que su identidad anterior fue Hajime Saitō el capitán de la tercera división del Shinsengumi, un antiguo rival. Ambos se enfrentan en el dojo, el objetivo de Saitō durante el duelo es aflorar nuevamente la personalidad asesina de Kenshin (conocido como Battousai, de hecho Saitō lo llama así durante toda la pelea), para secretamente poder poner a prueba su fuerza más letal. Cuando están a punto de matarse, aparece Ōkubo Toshimichi, ministro del interior de Japón y antiguo imperialista o Ishin Shishi, gracias a quien se detiene la pelea y revela que el objetivo de la misión de Saitō solo era testear la fuerza de Himura, porque pretende que éste enfrente a Makoto Shishio, quien se transformó en una potente amenaza para el gobierno Meiji. Dando cuenta de su lealtad hacia Ōkubo, Saitō termina el duelo, y se pone en marcha para matar Shibumi y Akamatsu, pues haciendo honor a su lema de «Rápida muerte al mal», Saitō no tolera la corrupción.
Es así como Saitō viaja hasta Kyoto para enfrentarse con las fuerzas de Shishio, tanto por voluntad propia como por órdenes del gobierno. Junto a Kenshin y Sanosuke, enfrenta al barco acorazado de Shishio, el Rengoku. Luego, aceptando el reto de Makoto de luchar en su refugio ubicado en el Monte Hiei, Saitō se enfrenta con Usui Uonuma, una de los miembros más poderosos del Juppon-Gatana y gana el enfrentamiento a muerte. Luego sorprende a Shishio con un ataque sorpresa, pero fracasa en su intento de asesinarlo, ya que Shishio utiliza una banda de acero en la cabeza, que frena el golpe mortal de Saitō. A pesar de su aparente muerte y desaparición en el incendio que consume el refugio de Shishio, luego de la batalla final, Saitō sobrevive.
Meses más tarde en el tercer arco del manga, el Jinchuu (o Arco de la Venganza), Saitō es enviado a arrestar a Enishi Yukishiro por ser un peligroso traficante de armas (pues es quien le había vendido el barco Rengoku a Shishio) y termina ayudando a Kenshin en su enfrentamiento contra Los Seis Camaradas, derrotando a Mumyōi Yatsume. También lucha con uno de los cuatro guardias de Heishin Woo, aliado de Enishi y segundo al mando de su organización. Al terminar el conflicto Saitō recibe una invitación de Kenshin para finalizar su duelo pendiente, pero no asiste, pues se da cuenta de que Kenshin nunca volverá a ser Battousai, con quién sí tenía cuentas pendientes, más no con el espadachín que no mata, y es transferido a Hokkaido para seguir trabajando como policía. Cinco años después del final del Jinchuu, se da a conocer que Saitō continúa trabajando para el gobierno.

### En otros medios

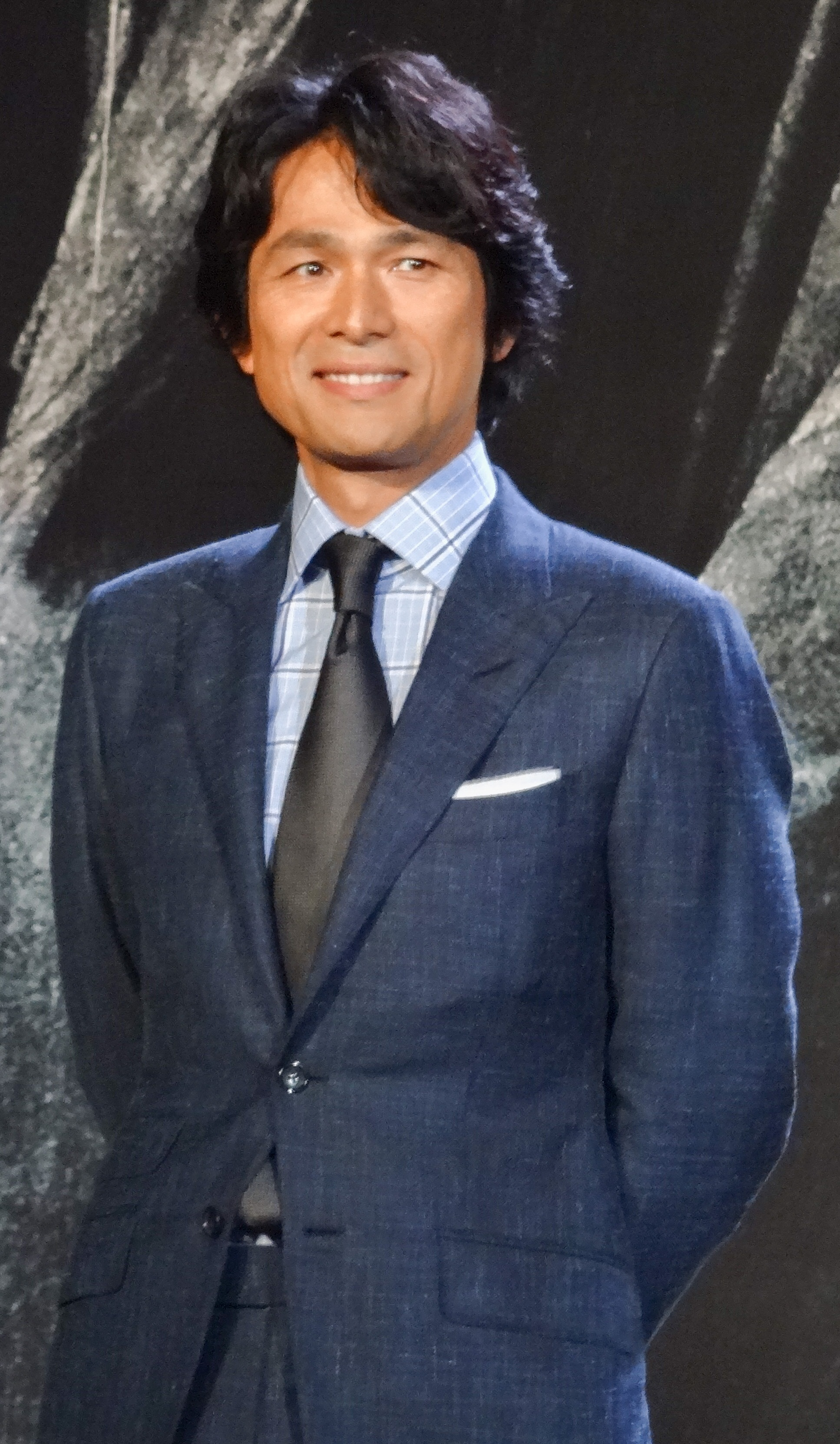
Yōsuke Eguchi interpreta a Saitō en las películas de acción real de la serie.

En la película de acción real de Rurouni Kenshin, Saitō es interpretado por el actor japonés Yōsuke Eguchi. El personaje debe detener, bajo órdenes del gobierno, al samurai Takimi Shigure que pretende derrocar al gobierno Meiji como acto de venganza. Incluso recibe ayuda de Kenshin en la protección de un ministro extranjero ante una amenaza de los rebeldes. También aparece en las secuelas de la película, Kyoto Inferno y The Legend Ends. Algunas escenas y peleas de la serie original (tanto del manga como del animé) fueron alteradas o eliminadas.
Saitō también aparece en los OVA de la serie. En Rurouni Kenshin: Tsuiokuhen (Tsuiokuhen (追憶編?  Recuerdos)), allí se muestra parte de su pasado como capitán de la tercera división del Shinsengumi durante los tiempos del Bakumatsu. Así como también su rol en el incidente de Ikedaya, donde él junto a los demás Shinsengumi logra prevenir el avance del fuego en la ciudad de Kioto, acto impulsado por el grupo imperialista o Ishin Shishi. Además se muestran interacciones con Okita Sōji, así como su primer encuentro con Kenshin Himura. Tiene un cameo muy breve en una escena flashback del OVA Rurouni Kenshin: Seisōhen (Seisōhen (星霜編?  Tiempos pasados)).
Saitō también es un personaje que puede seleccionarse en Rurouni Kenshin video games. También aparece en Jump Super Stars pero no puede seleccionarse para jugar.

## Recepción
El personaje de Saitō ha tenido una buena recepción por parte de los fans del manga y la serie de anime, de hecho se convirtió en uno de los más populares entre los lectores del manga, estando prácticamente a la cabeza en los rankings elaborados en base a las encuestas de popularidad de personajes de Rurouni Kenshin de la Revista Shōnen Jump, saliendo en el tercer lugar de las últimas dos realizadas. Por lo demás, obtuvo el segundo lugar en la encuesta “¿Quién es el mayor rival de Kenshin?”, la que incluía a todos los oponentes que alguna vez tuvo el protagonista. Dos encuestas realizadas de forma oficial por el animé de Rurouni Kenshin lo situaron como uno de los más populares de la serie. En la titulada “Personajes favoritos de entonces” se situó tercero, mientras que en “Personajes favoritos de ahora” también salió tercero. En un principio el diseño de Saitō no tuvo muy buena recepción por parte de los fans del Shinsengumi, los que pensaban que Saitō debía tener un rostro más atractivo que el que Watsuki le dio. Por lo demás, el autor mencionó que algunos de los reclamos que recibió, varios aludían al hecho de que Saitō simulase ser un vendedor de hierbas de Ishida de la familia Hijikata (esto ocurre la primera vez que se presenta en el Dojo Kamiya encontrándose con Sanosuke), Watsuki reveló que aquel hecho lo incluyó a modo de broma. Posteriormente, a medida que la trama transcurría, el mangaka se encontró satisfecho con la popularidad que ganó el personaje. Se lanzó una gran cantidad de merchandising relativo a Saitō, incluyendo figuras, llaveros y pósteres.
Numerosas publicaciones de anime y manga han alabado a Saitō, en particular sus escenas de pelea. Mientras que la reseña del tomo 7 del manga, la critica Megan Lavey de Mania Entertainment aplaudió el duelo entre Himura y Hajime en el Dojo Kamiya, situándolo como “el punto más relevante del Arco de Kyoto”. En la reseña del tomo 14 del manga, Lavey describe el desenlace del encuentro entre Saitō y Usui como “muy inquietante y no por debilidad de corazón”. En el séptimo DVD de la serie, en su sección de reseñas, Chris Beveridge de Mania Entertainment's describe la escena de acción entre Saitō y Kenshin como “en definitiva, muy bien coreografiada”. Elogia la “perversidad de los ataques bajo un manto frío y calculador” así como “muy bien hecha, provocando la real sensación de estar observando a dos expertos asesinos”. Su aparición en los OVAs también fue elogiada. Mike Crandol de Anime News Network estima que la breve aparición del personaje en Rurouni Kenshin: Seisōhen es “realmente intimidante”. Mark A. Grey de Anime News Network afirma que la pieza musical "Hoeru Miburo (Howling Wolf of Mibu)” o “El aullido del Lobo de Mibu” representa muy bien al personaje en la serie de anime. En la crítica del manga Restauración, Rebecca Silverman de Anime News Network cree que es interesante el sentido de su filosofía en contraste a la de Kenshin, pero lamenta su breve aparición en esta versión. Daryl Surat de Otaku USA lo considera como el mejor personaje de la serie, a partir del impacto que le provocó durante la trama en donde se le introduce.
Nick Creamer de Anime News Network alude a Saitō como “una especie de atenuante en Kenshin” en su rol durante la primera película de acción real. Clarence Sui de The Hollywood Reporter alaba el trabajo de Enguchi interpretando a Saitō en Kyoto Inferno en la escena de entrada en donde enfrenta a Makoto Shishio. En la tercera película Rurouni Kenshin: The Lengend Ends, David West de Neo critica el hecho de que la filosofía del personaje nunca se contrasta con la Kenshin, frente al hecho de que Saitō mata a sus enemigos, mientras que Kenshin se rehúsa a hacerlo y solo llega a dejarlos inconscientes.